# Зима близько
«Зима близько» (англ. Winter Is Coming) — перший епізод першого сезону серіалу HBO «Гра престолів». Сценарій, написаний творцями серіалу Девідом Беніоффом і Д. Б. Уайссом є адаптацією перших глав роману Джорджа Р. Р. Мартіна «Гра престолів». Режисером епізоду став Тім Ван Паттен, який перезняв пілот режисера Тома Маккарті, що не вийшов в ефір.
В епізоді представлені основні місця дії і персонажі серіалу. Сюжет зосереджується на сім'ї Старків та втручанні їх лорда, Еддарда Старка, в політику королівського двору після того, як король призначає його своїм новим радником («Правицею Короля»).
Епізод отримав переважно позитивні відгуки, його переглянуло понад 2 200 000 телеглядачів. За тиждень до виходу в ефір канал опублікував на своєму сайті п'ятнадцятихвилинний уривок епізоду для попереднього перегляду.
Назва є гаслом дому Старків і кілька разів вимовляється в епізоді і в серіалі.

## Сюжет
В епізоді починають переплітатися події, що відбуваються в різних місцях в межах і за межами вигаданого континенту Вестерос. Основна дія відбувається у північних землях, зберігачем яких є лорд Вінтерфелла Еддард Старк (Шон Бін). За межами Вестероса, за Вузьким морем, живуть у вигнанні два вижилих представника дому Таргарієнів, попередніх правителів Вестероса.

### За Стіною
На початку епізоду троє з Нічного Дозору — сір Веймар Ройс (Роб Остлір), Вілл (Бронсон Вебб) і Гаред (Дермот Кіні) — проводять розвідку по той бік Стіни, гігантського крижаного бар'єру в північній частині королівства. Після того, як вони знаходять понівечені трупи Здичавілих, на них нападають Білі ходоки і повсталі з мертвих Здичавілі. Чудовиська вбивають двох дозорців, але з якоїсь причини залишають Вілла в живих. Боячись за своє життя, він дезертирує з Нічного Дозору, вирушаючи на південь.

### У Королівській Гавані
Королева Серсея (Ліна Хіді) та її брат-близнюк Джеймі Ланністер (Ніколай Костер-Вальдау) спостерігають, як за тілом Правиці короля Джона Аррена (Джон Стендінг) доглядають Мовчазні Сестри. Вони обговорюють, чи передав він кому-небудь перед смертю небезпечну інформацію, що стосується їх обох. Джеймі запевняє сестру, що якщо б Аррен щось розповів, то їх би вже стратили.

### На Півночі
Після вступних титрів з'являються Старки з Вінтерфелла: лорд Еддард «Нед», його дружина, леді Кейтілін «Кет» (Мішель Фейрлі) і їх діти — спадкоємець Робб (Річард Медден), старша дочка Санса (Софі Тернер), молодша дочка Арья (Мейсі Вільямс), десятирічний син Бран (Айзек Хемпстед-Райт), молодший син Рікон (Арт Паркінсон), незаконнонароджений син Неда Джон Сноу (Кіт Харінгтон) і заручник/підопічний Теон Грейджой (Альфі Аллен).
Неду повідомляють, що в полон взятий Вілл — дезертир з Нічного Дозору. За статутом члени Нічного Дозору дають клятву не залишати свої пости під страхом смерті. Нед бере всіх своїх синів на страту Вілла. Той повторює, що бачив Білих Ходоків, але йому ніхто не вірить. Вілл зустрічає смерть хоробро, визнаючи, що повинен був повернутися на Стіну і попередити. Нед сам виносить вирок і приводить його у виконання. Коли Бран запитує батька про Білих Ходоків, Нед відкидає це як марення божевільного, наполягаючи, що Ходоків вважають зниклими вже багато тисяч років.
На зворотному шляху Старки знаходять мертвого самця оленя — герб Будинку Баратеонів. Віддалік вони знаходять загиблу самку лютововка і її уцілілих дитинчат. Помітивши, що лютововк — герб родини Старків і що вовченят стільки ж, скільки дітей Старків (навіть є альбінос для Джона), вони забирають вовченят собі.
В Вінтерфеллі Кейтілін повідомляє чоловіка про листа, що звіщує про смерть лорда Аррена, старого наставника Еддарда і шурина Кейтілін. У вістці, принесеної вороном, повідомляється, що в Вінтерфелл їде сам король. Вінтерфелл приймає королівський двір короля Роберта Баратеона (Марк Едді), його дружину королеву Серсею, їх дітей: спадкоємця принца Джоффрі (Джек Глісон), принцесу Мирцеллу (Еймі Річардсон) і молодшого принца Томмена (Каллум Воррі), а також брата-близнюка Серсеї Джеймі Ланністера, члена Королівської Гвардії, і їх молодшого брата Тіріона Ланністера (Пітер Дінклейдж), карлика, відомого під кличкою Біс. Коли Роберт відвідує поховання Ліани Старк, його покійної нареченої і сестри Неда, він зізнається старому другові, що більше не довіряє нікому зі свого оточення. Він вирішує призначити Неда новою Правицею короля і, щоб зміцнити союз між двома сім'ями, пропонує заручити дочка Неда Сансу з його сином Джоффрі.
Вночі Кейтілін отримує тривожний лист від своєї сестри, вдови лорда Аррена. Вона підозрює, що Джона вбили могутні Ланністери. Нед, який спочатку відмовлявся прийняти посаду Десниці, погоджується, щоб захистити старого друга. Бран, який любить лазити по стінах Вінтерфелла, вилазить на покинуту вежу, де застає королеву Серсею і Джеймі, що займаються сексом. Щоб зберегти кровозмісний зв'язок в таємниці, Джеймі скидає Брана з високого вікна.

### За Вузьким морем
Принц у вигнанні Візеріс Таргарієн (Гаррі Ллойд) планує повалити короля Роберта і повернути трон свого батька. З цією метою він організовує шлюб між своєю сестрою Дейенеріс (Емілія Кларк) і могутнім кхалом Дрого (Джейсон Момоа), ватажком кочової орди дотракійців.
Дейенеріс боїться вождя варварів, але брат велить їй вийти за нього заміж. Під час весільної церемонії Дейенеріс одержує два подарунки. Перший — колекція книг Семи Королівств від сіра Джораха Мормонта (Ієн Глен), лицаря-вигнанця, вірного Таргарієнам. Другий — скринька з трьома скам'янілими драконячими яйцями — піднесена магістром Іллиріо Мопатісом (Роджер Аллам), який допоміг влаштувати шлюб.

## Виробництво

### Концепція і розробка
Кілька голлівудських кіностудій зверталися до Джорджа Р. Р. Мартіна з приводу екранізації його серії книг «Пісня Льоду і Полум*я»; Мартін висловив думку, що за цим книгам не можна зняти фільм, оскільки занадто багато доведеться вирізати, але вважав, що за ним можна зняти телесеріал. У січні 2006 року Девід Беніофф переговорив з літературним агентом Мартіна з приводу книг, які той може надати для можливої адаптації, і агент прислав йому перші чотири книги «Пісні Льоду та Полум*я». Беніофф прочитав кілька сотень сторінок першої книги, «Гра престолів», подзвонив Д. Б. Вайссу і сказав: «Може бути, я божевільний, але за останні 20 років жодна книга мене так не бавила. Так що поглянь, я думаю, що з цього може вийти великий серіал HBO». Вайсс, прочитавши першу книгу за два дні, дуже захопився ідеєю телевізійного проекту по книгах. Вони організували зустріч з Мартіном, який запитав, чи знають вони, хто справжня мати Джона Сноу, і був задоволений їхньою відповіддю.
У березні 2006 року, через кілька тижнів після зустрічі з Мартіном, Беніофф та Вайсс представили шоу каналу Showtime і Керолін Штраусс з HBO, яка прийняла пропозицію. HBO придбав права на романи для серіалу з Беніоффом і Вайссом як сценаристів і виконавчих продюсерів. Виробництво почалося в січні 2007 року. Серіал починався з книги 1996 року з циклу «Пісня Льоду і Полум*я», «Гра престолів», з наміром, що кожен роман буде основою для відповідного сезону. Однак Беніоффу і Вайссу довелося представити проект на новий розгляд після того, як Керолін Штраусс пішла з поста президента HBO в 2008 році. Перший і другий начерк пілотного сценарію, написані Беніоффом і Вайссом, були представлені в серпні 2007 і в червні 2008 відповідно. Хоча HBO схвалив обидва начерка, пілот не було замовлено до листопада 2008 року.

### Сценарій

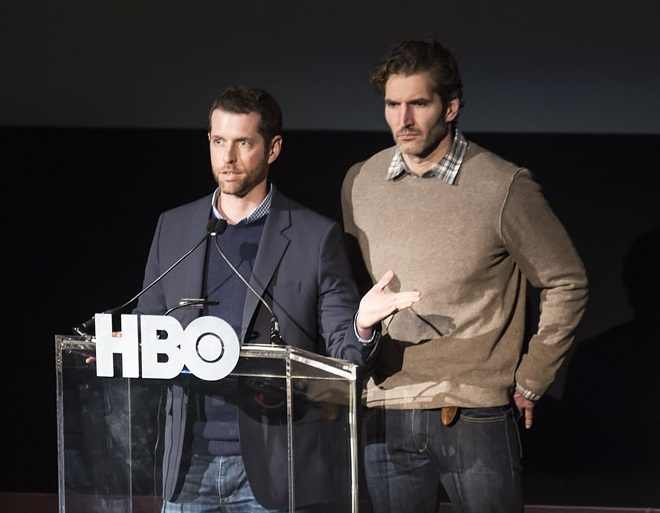
Творці серіалу Девід Беніофф та Д. Б. Уайсс написали сценарій до епізоду.

Сценарій написаний творцями серіалу Девідом Беніоффом і Д. Б. Уайссом, пілотний епізод включає в себе 1-9 і 12 глави роману (Пролог, Бран I, Кейтілін I, Дейенеріс I, Еддард I, Джон I, Кейтілін II, частково Арья I, Бран II, Дейнерис II). Серед змін — послідовність подій у пролозі (у книзі виживає і потім страчений Еддардом Гаред, а не Вілл; матеріал Арьї розташований до приїзду королівської сім'ї); нові сцени, що розкривають характер близнюків Ланністерів і Дейнеріс; у сцені шлюбної ночі Дрого не чекає згоди Дейенеріс на секс.

### Зйомки

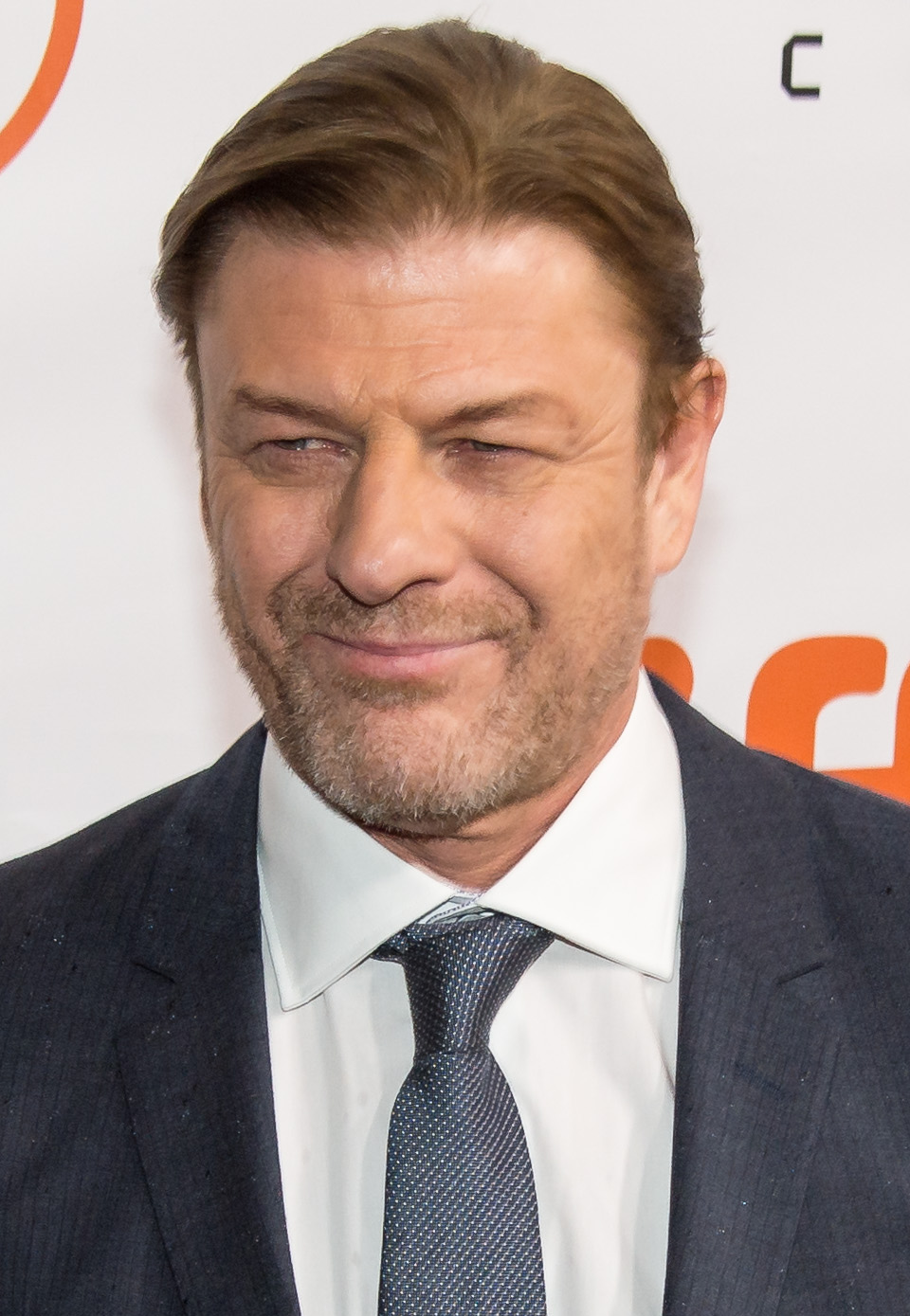
Шон Бін (Еддард Старк).

Том Маккарті був вибраний режисером пілотного епізоду, який знімався між 24 жовтня і 19 листопада 2009 року в Північній Ірландії, Шотландії та Марокко. Однак пілот був визнаний незадовільним і вимагав перезнімання.
Новий пілотний епізод знімався в 2010 році новим режисером Тімом Ван Паттеном, а кілька акторів, що з'явилися в оригінальному пілоті, не повернулися в серіал. Тамзін Мерчант (Дейнерис Таргаріен) була замінена Емілією Кларк, а Дженніфер Ель (Кейтілін Старк) — Мішель Фейрлі. Крім того, Іена Макніса (магістр Ілліріо) змінив Роджер Аллам, Річарда Райдингса (Гаред) — Дермот Кіні, а Джеймі Кемпбелл Бауера (сір Веймар Ройс) — Роб Остлір.
Ще одна відмінність в тому, що оригінальний пілот включає сцени, зняті в Шотландії, а сцени Пентоса були зняті в Марокко, але для остаточного варіанту Вінтерфелл знімався в різних місцях в Північній Ірландії, в той час як сцени з Пентоса були зняті в Мальті. Замок Дун був спочатку використаний для відтворення Вінтерфелла, а його великий зал — для деяких інтер'єрних зйомок. Кілька сцен збереглося, але оскільки повертатися в Шотландії для перезнімання було непрактично, точна копія великого залу Дуна була відтворена в павільйоні в Белфасті. Замок Ворд в Північній Ірландії був використаний для перезнімання приїзду короля Роберта в Вінтерфелл. Автостоянка зіграла роль двору Вінтерфелла, а винний льох — сімейну крипту Старків. У лісовому парку Толлімор знімалася початкова сцена зустрічі з Білими Ходоками.
Всі сцени, зняті в Марокко, були перезняті на Мальті. Оригінальний пілот повторно використовував декорації з «Царства небесного» в Марокко для зйомок Пентоса і місця весілля Дрого і Дейенеріс. В Мальті Вердала, літній палац президента Мальти (XVI ст.), був використаний для натурних сцен особняка Ілліріо. Лазурове вікно стало тлом для весілля. Проте зйомки у Лазурового вікна викликали деякі суперечки, коли екосистемі було завдано шкоди субпідрядником.
У сцені сексу Ліна Хіді, в той час вагітна, була замінена дублеркою. У сцені, коли Старки, повертаючись зі страти, натрапляють на вбитого лютоволком оленя, використана справжня тварина, а не реквізит. Оскільки олень був мертвий вже два дні, він так смердів, що акторам довелося докласти чимало зусиль, щоб не подати виду. Деякі сцени не увійшли до епізоду, наприклад, флешбек смерті брата Еддарда Старка і смерть Джона Аррена.

### Оригінальний пілотний епізод
Оригінальний пілот 2009 року був погано прийнятий на приватному показі для друзів, один з яких, Крейг Мазін, сказав Беніоффу і Вайссу: «У вас, хлопці, величезна проблема», а на питання про пропозиції відповів: «змінити все». Вайсс сказав про показ: «Спостерігати за тим, як вони дивилися пілот, було глибоким приниженням, болючим досвідом, тому що вони дуже розумні люди, і пілот явно не влаштовував ні одного з них на самому елементарному рівні». Наприклад, нізвідки не випливало, що два основних персонажа, Джеймі і Серсея Ланністер, насправді брат і сестра.
HBO не приймало рішення протягом чотирьох місяців після подання пілотного епізоду. У березні 2010 року було оголошено рішення HBO дати серіалу зелене світло, включаючи пілот; початок виробництва було призначено на червень. Однак HBO зажадав значного перезнімання і видалення всіх сцен, знятих в Марокко. Внаслідок цього довелося вирізати зняте в Марокко камео Джорджа Р. Р. Мартіна в ролі пентосійського дворянина на весіллі Дейенеріс. У цілому в 2010 році перезняли 90% пілота з деякими змінами в акторському складі та іншим режисером.

### Остаточний епізод
Оригінальний пілот не вийшов в ефір, хоча частина відзнятого матеріалу використана в остаточному епізоді, у тому числі сцени Санси з Кейтілін (з заміною Дженніфер Ель на Мішель Фейрлі), проїзд Вілла лісом (з іншим актором), більша частина бенкету в Вінтерфеллі і сцена Неда і Роберта в крипті. Ця сцена — одна з небагатьох, знятих на 35-мм плівку, і в HD-версії епізоду можна побачити невелику зернистість.

## Відгуки та критика

### Попередній показ
3 квітня 2011 року, за два тижні до прем'єри, перші 15 хвилин епізоду були доступні для перегляду на офіційному сайті HBO. Кореспондент Wired Дейв Бенкс написав, що фрагмент «набагато краще, ніж очікувалося.» Скотт Стінсон з «Toronto's National Post» зазначив: «приходить розуміння, що це не чергова дешева драма, коли за перші 15 хвилин відбувається два обезголовлення».

### Рейтинги
Епізод зумів зібрати 2,2 мільйона глядачів в день прем'єри і ще 2 мільйони під час повторних показів в ту ж ніч. На наступний день після прем'єри HBO транслював епізод ще шість разів, тим самим додавши до аудиторії ще 1,2 мільйона глядачів. Повторний показ епізоду наступного тижня збільшив загальну аудиторію до 6,8 мільйона чоловік.

### В інших країнах
Прем'єра серіалу в Канаді відбулася в той же день, що і в США. 18 квітня 2011 року пройшла прем'єра у Великій Британії та Ірландії на каналі Sky Atlantic, аудиторія склала 750 000 чоловік.

### Нагороди
Тім Ван Паттен отримав номінацію на премію «Еммі» за кращу режисуру драматичного серіалу в 2011 році. Епізод був також номінований за кращий грим в телесеріалі.

#### Нагороди
| Рік  | Нагорода                                    | Категорія                                                           | Номінант(и)                    | Результат |
| ---- | ------------------------------------------- | ------------------------------------------------------------------- | ------------------------------ | --------- |
| 2011 | 63 церемонія премії «Еммі»                  | Краща режисура драматичного серіалу                                 | Тім Ван Паттен                 | Номінація |
| 2011 | 63-а творча премія «Еммі»                   | Кращий грим в серіалі (нескладний)                                  | Пол Енгелен і Меліса Лакерстін | Номінація |
| 2012 | Golden Reel Awards                          | Кращий монтаж звуку — коротка форма звукових ефектів на телебаченні |                                | Перемога  |
| 2012 | 64-а церемонія премія Гільдії режисерів США | Драматичний серіал                                                  | Тім Ван Паттен                 | Номінація |